# Bertie Forbes
Bertie Charles Forbes (ur. 14 maja 1880 w New Deer w Szkocji, zm. 6 maja 1954 w Nowym Jorku) – amerykański dziennikarz finansowy, założyciel czasopisma Forbes.
Założył czasopismo Forbes w 1917 roku i pozostał jego redaktorem naczelnym aż do swojej śmierci. Niemniej jednak w końcowych latach asystowali mu jego dwaj najstarsi synowie: Bruce Charles Forbes (1916–1964) i Malcolm Stevenson Forbes (1917–1990).

## Publikacje
- 1915 – Finance, Business and the Business of Life
- 1917 – Men Who Are Making America
- 1922 – Forbes Epigrams
- 1923 – Men Who are Making the West
- 1925 – Automotive Giants of America
- 1927 – How to Get the Most Out of Business
- 1952 – 101 Unusual Experiences